# Budínská kronika

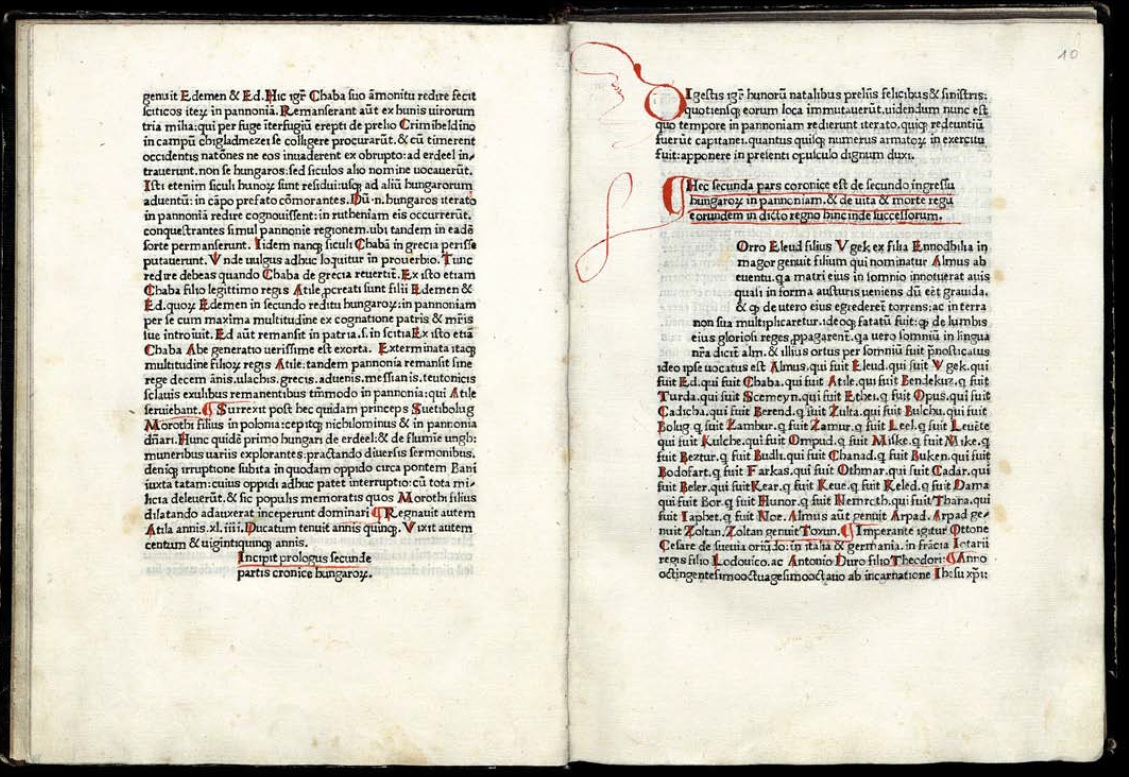
Tištěná verze Budínské kroniky z 5. června 1473 z tiskárny Andráse Hesse. První tištěná kniha v Maďarsku

Budínská kronika je latinská původně rukopisná uherská kronika, která vznikla za vlády Karla Roberta (1308 – 1342). Její první tištěná verze z 15. století se nazývá Chronica Hungarorum.
Rukopisná verze se zachovala v 4 kodexech. Nejlépe se původní znění kroniky zachovalo v kodexu ze sklonku 15. století nalezeném v knihovně Trnavčana Jána Sambuca.
Verze v kodexu Jána Sambuca začíná tzv. Hunskou kronikou, následuje výklad historických událostí do konce 14. století (do konce vlády Ludvíka Velikého, tj. 1382) a končí kronikářské záznamy o nejdůležitějších událostech let 1383 až 1468, tj. až po vládu Matyáše Korvína.
Budínská kronika patří do tzv. první skupiny (tj. rodiny, skladebného okruhu) uherských kronik 14. století (tj. tzv. Kroniky 14. století); druhou skupinu tvoří Vídeňská obrázková kronika.